# 解模糊

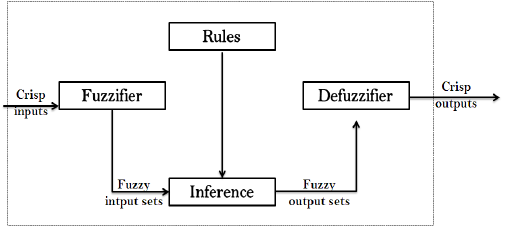
在模糊控制系統中，解模糊的位置

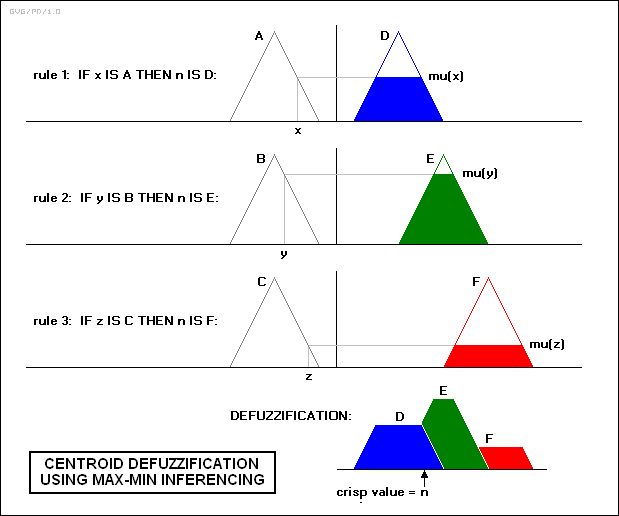
一種解模糊的方式

解模糊（Defuzzification）是在給定模糊集及對應從屬函數（membership function）程度時，產生對應经典逻辑下結果的程序。是將模糊集映集到明確集合（crisp set），解模糊常用在模糊控制系統中，此系統中有許多的規則，會將許多的變數轉換為模糊的結果，可以由不同從屬程度的模糊集表示。例如，控制壓力的系統可能其結果是「降壓（15%），維持壓力（34%），升壓（72%）」。解模糊就是將上述的資訊轉換為特定的決策或是實數值。
最簡單（但最不實用）的解模糊方式是取從屬程度最高的結果。以此例來說，升壓的從屬程度有72%，因此可以省略其他的選擇，並且將72%轉換為某物理量。此方法的問題是損失了許多資訊，此例中也有提到有降壓或維持壓力的可能性，但無法反映在結果中。
常見且有用的解模糊方式是重心法（center of gravity）。首先需將各規則的結果以某種方式相加，最常見的模糊集從屬函數圖形會是上尖下平的三角形。若三角形被某水平線切開，只保留下方的圖形，所得的會是梯形。解模糊的第一步是將各從屬函數切掉一部份，保留梯形（若原始從屬函數不是三角形，切掉之後留下的可能是其他形狀）。在此例中，輸出是降壓（15%），因此對應降壓（15%）的從屬函數圖形需切掉15%以上的部份。之後，再將各從屬函數疊加，形成單一的幾何圖形，計算此圖形的几何中心，稱為模糊中心。模糊中心的x座標即為解模糊的值。

## 方法
有許多不同的解模糊方式，以下是一些例子：
- AI（適應積分、adaptive integration）[2]
- BADD（基本非模糊化分佈函數、basic defuzzification distributions）
- BOA（面積平分法）
- CDD（拘束決策解模糊、constraint decision defuzzification）
- COA（面積中心法、center of area）
- COG（重心法、center of gravity）
- ECOA（延伸面積中心法、extended center of area）
- EQM（延伸量法、extended quality method）
- FCD（模糊群集解模糊、fuzzy clustering defuzzification）
- FM（模糊平均、fuzzy mean）
- FOM（第一個最大隸屬度值、first of maximum）
- GLSD（廣義水平集解模糊、generalized level set defuzzification）
- ICOG（索引型重心法、indexed center of gravity）
- IV（影響值、influence value）[3]
- LOM（最後一個最大隸屬度值、last of maximum）
- MeOM（平均最大隸屬度值、mean of maxima）
- MOM（中間最大隸屬度值、middle of maximum）
- QM（品質法、quality method）
- RCOM（隨機選擇最大隸屬度值、random choice of maximum）
- SLIDE（半線性解模糊、semi-linear defuzzification）
- WFM（加權模糊均值、weighted fuzzy mean）

在建立模糊推論系統時，最大隸屬度值法（maxima method）是很好的備用演算法。分佈法以及面積有連續性的特點，適用於模糊控制器。